# I'm Not Perfect (But I'm Perfect for You)
«I'm Not Perfect (But I'm Perfect for You)» (español: No soy perfecta (pero soy perfecta para tí)) es el primer sencillo del álbum de Grace Jones Inside Story. La canción fue coescrita por Bruce Woolley y producido por Grace y Nile Rodgers de la banda CHIC.

## Video
Para el video de la canción Jones llevaba pintura en el cuerpo y ropa diseñada por el artista Keith Haring.

## Lista de canciones
- US 7" single (1986)  B-50052

1. «I'm Not Perfect (But I'm Perfect for You)» (Versión 7") - 3:22
2. «Scary But Fun» - 3:55

- UK 7" single (1986)  MT 15

1. «I'm Not Perfect (But I'm Perfect for You)» (Versión 7") - 3:22
2. «Scary but Fun» - 3:55

- CA 7" single (1986)  B-50052

1. «I'm Not Perfect (But I'm Perfect for You)» (Versión 7") - 3:22
2. «Scary but Fun» - 3:55

- FR 7" single (1986)  20 1503 7

1. «I'm Not Perfect (But I'm Perfect for You)» (Versión 7") - 3:22
2. «Scary but Fun» - 3:55

- GE 7" single (1986)  20 1503 7

1. «I'm Not Perfect (But I'm Perfect for You)» (Versión 7") - 3:22
2. «Scary but Fun» - 3:55

- JP 7" single (1986)  MHS-1766

1. «I'm Not Perfect (But I'm Perfect For You)» (Versión 7") - 3:22
2. «Scary but Fun» - 3:55

- JP 7" promo (1986)  MHS-17666

1. «I'm Not Perfect (But I'm Perfect For You)» (Versión 7") - 3:22
2. «Scary but Fun» - 3:55

- US 12" single (1986)  V-56038

1. «I'm Not Perfect (But I'm Perfect for You)» (Remix Extendido de The Perfectly) - 5:54
2. «I'm Not Perfect (But I'm Perfect for You)» (Editada por The Right On Time) - 6:55
3. «I'm Not Perfect (But I'm Perfect for You)» (Editada por The Ultra-Perfect) - 7:15
4. «I'm Not Perfect (But I'm Perfect for You)» (Dub de The Ultra-Perfect) - 5:23
5. «Scary but Fun» - 3:55

- UK 12" single (1986)  12MT 15

1. «I'm Not Perfect (But I'm Perfect for You)» (Remix Extendido de The Perfectly) - 5:54
2. «I'm Not Perfect (But I'm Perfect for You)» (Versión Instrumental) - 4:58
3. «Scary but Fun» - 3:55

- CA 12" single (1986)  S75174

1. «I'm Not Perfect (But I'm Perfect for You)» (Remix Extendido de The Perfectly) - 5:54
2. «I'm Not Perfect (But I'm Perfect for You)» (Versión Instrumental) - 4:58
3. «Scary but Fun» - 3:55

- FR 12" single (1986)  20 1507 6

1. «I'm Not Perfect (But I'm Perfect for You)» (Remix Extendido de The Perfectly) - 5:54
2. «I'm Not Perfect (But I'm Perfect for You)» (Versión Instrumental) - 4:58
3. «Scary but Fun» - 3:55

- NE 12" single (1986)  20 1507 6

1. «I'm Not Perfect (But I'm Perfect for You)» (Remix Extendido de The Perfectly) - 5:54
2. «I'm Not Perfect (But I'm Perfect for You)» (Versión Instrumental) - 4:58
3. «Scary But Fun» - 3:55

- AU 12" single (1986)  ED 230

1. «I'm Not Perfect (But I'm Perfect for You)» (Remix Extendido de The Perfectly) - 5:54
2. «I'm Not Perfect (But I'm Perfect for You)» (Versión Instrumental) - 4:58
3. «Scary but Fun» - 3:55

- JP 12" single (1986)  S14-152

1. «I'm Not Perfect (But I'm Perfect for You)» (Remix Extendido de The Perfectly) - 5:54
2. «I'm Not Perfect (But I'm Perfect for You)» (Versión Instrumental) - 4:58
3. «Scary but Fun» - 3:55

- SP 12" single (1986)  20 1507 6

1. «I'm Not Perfect (But I'm Perfect for You)» (Remix Extendido de The Perfectly) - 5:54
2. «I'm Not Perfect (But I'm Perfect for You)» (Versión Instrumental) - 4:58
3. «Scary but Fun» - 3:55

- US 12" promo (1986)  SPRO9915

1. «I'm Not Perfect (But I'm Perfect for You)» (Editada por The Right On Time) - 6:55
2. «I'm Not Perfect (But I'm Perfect for You)» (Editada por The Ultra-Perfect) - 7:15
3. «I'm Not Perfect (But I'm Perfect for You)» Dub de (The Ultra-Perfect) - 5:23

## Listas musicales
| Lista musical (1986)          | Posición |
| ----------------------------- | -------- |
| Lista Musical Suiza           | 24       |
| UK Singles Chart              | 56       |
| Billboard Hot 100             | 69       |
| Billboard Hot Dance Club Play | 4        |
| Países Bajos                  | 39       |
| Alemania                      | 39       |